# Imamiten
Als Imamiten (arabisch الامامية, DMG al-Imāmīya) werden in der islamischen Doxographie diejenigen Schiiten bezeichnet, die nach dem Ende des umayyadischen Kalifats das Imamat in der husainidischen Linie der Nachkommenschaft von ʿAlī ibn Abī Tālib weiterführten und den Imam als allwissenden Führer betrachteten, sich auf politischer Ebene jedoch quietistisch verhielten. Mehrere von ihnen lehrten, dass ihr jeweiliger Imam entrückt worden sei. In nicht-imamitischen Quellen werden diese Gruppen auch unter der abwertenden Bezeichnung Rāfiditen zusammengefasst. Der arabische Begriff der Imāmīya erscheint zum ersten Mal in einer zaiditischen Quelle, die von Abū l-Hasan al-Aschʿarī (gest. 935) zitiert wird und wahrscheinlich aus der ersten Hälfte des 9. Jahrhunderts stammt.
Die meisten imamitischen Gruppierungen gingen schon im Mittelalter unter, die einzige imamitische Gruppe, die bis in die Gegenwart fortbesteht, ist die Zwölfer-Schia. Deswegen wird der Begriff Imamiten heute meist als Synonym für die Zwölfer-Schiiten verwendet.

## Die Imamiten nach asch-Schahrastānī
Asch-Schahrastānī zählt in seinem Buch Religionspartheien und Philosophen-Schulen die folgenden Gruppen unter den Imamiten auf: 
- die Bāqirīya und die stehenbleibende Dschaʿfarīya. Sie sind nach Muhammad ibn ʿAlī al-Bāqir und seinem Sohn Dschaʿfar as-Sādiq (gest. 765) benannt und meinten jeweils von diesen Personen, dass sie nicht gestorben, sondern nur entrückt worden seien.
- die Nāwusīya. Die Anhänger dieser Gruppe nahmen ebenfalls an, das Dschaʿfar noch weiter lebt und als Mahdi zurückkehren werde.
- die Aftahīya. Sie verehrten den ältesten Sohn von Dschaʿfar, ʿAbdallāh al-Aftah, der der Murdschiʾa zuneigte,[4] als siebten Imam.
- die Schumaitīya. Sie waren die Anhänger von Yahyā ibn Abī Schumait und meinten, dass sich das Imamat nach Dschaʿfar über seinen vierten Sohn Muhammad ad-Dībādsch vererbe.[5]
- die Mūsāwīya und die Mufaddalīya. Sie behaupteten, dass das Imamat nach dem Tode Dschaʿfars auf seinen Sohn Mūsā al-Kāzim übergegangen sei. Einige ließen das Imamat bei ihm enden.
- die stehenbleibende Ismāʿīlīya. Nach ihrer Auffassung ging das Imamat nach Dschaʿfars Tod auf seinen Sohn Ismāʿīl über, endete aber mit ihm oder seinem Sohn Muhammad. Asch-Schahrastānī unterscheidet diese Ismailiten von den „bekannten“ späteren Ismailiten, die das Imamat über verborgene Personen weiterführten und die fatimidischen Kalifen als Erben dieses Imamats betrachteten.
- die Zwölfer-Schia (al-Ithnāʿašarīya). Sie gehen aus denjenigen Imamiten hervor, die das Imamat über Mūsā al-Kāzim bis zu Hasan al-Askari weiterführten. Als letzterer kinderlos gestorben war, machte sich große Verunsicherung unter den Schiiten breit. Es kam zu einer Reihe von unterschiedlichen Lehrmeinungen über die Nachfolge im Imamat. Asch-Schahrastānī zählt insgesamt elf verschiedene Gruppen auf. Die Zwölfer-Schiiten, bei ihm die sechste Gruppe, behaupteten, dass Hasan al-ʿAskarī einen kleinen Sohn zurückgelassen hätte, der sich allerdings aus Angst vor seiner Tötung in die Verborgenheit zurückgezogen habe. Dieser Sohn mit dem Namen Muhammad sei der erwartete Imam.

## Imamitische Gelehrte bis zur Herausbildung der Zwölfer-Schia
In der frühen Abbasidenzeit begannen verschiedene imamitische Gelehrte, Hadithsammlungen zu erstellen. Sie enthalten Worte, Taten und überlieferte Verhaltensweise des Propheten, der Imāme und der Prophetentochter Fātima. Die ältesten schiitischen Hadithsammlungen sind die 400 Uṣūl (Prinzipien), die von Schülern des sechsten Imams Dschaʿfar as-Sādiq kompiliert wurden. Von diesen 400 Uṣūl existieren einzelne Auszüge, die noch zu Lebzeiten der Imame zusammengestellt wurden. Ein weiterer bekannter imamitischer Traditionarier war Yūnus ibn ʿAbd ar-Rahmān (743–821). Er gehörte zu den Anhängern von Mūsā al-Kāzim. Der imamitische Traditionist Abū l-Hasan ʿAlī ibn Ibrāhīm al-Qummī (gest. nach 919) stellte einen Tafsīr zusammen. Dieses Werk ist eine der wichtigsten Quellen für die frühe imamitische Koranexegese. Es enthält auch lange Auszüge aus dem Tafsīr von Abū l-Dschārūd, dem Gründer der zaiditischen Sekte der Dschārūdīya.
Um die Mitte des 8. Jahrhunderts begannen imamitische Gelehrte, sich auch stärker mit dem Kalām zu beschäftigen. Zu den führenden imamitischen Kalām-Gelehrten des späten achten Jahrhunderts gehörten Schaitān at-Tāq (gest. 796; von Imamiten selbst oft „Mu'min at-Tāq“ genannt) und Hischām ibn al-Hakam (gest. nach 795). Um die Mitte des neunten Jahrhunderts hielten muʿtazilitische Ansichten in der imamitischen Schia Einzug. Zu denjenigen, die diesen Trend beförderten, gehörten der philosophisch orientierte Gelehrte al-Hasan ibn Mūsā an-Naubachtī sowie die Gelehrten Abū ʿAbdallāh Muhammad ibn ʿAbdallāh Ibn Mumlak al-Isfahānī und Abū Dschaʿfar Ibn Qiba ar-Rāzī (gest. vor 931), die beide als Muʿtaziliten begonnen hatten, dann aber zur imamitischen Schia übergingen.

## Belege
1. ↑  Vgl. dazu Halm: Die Schia. 1988, S. 34 und 49.
2. ↑  Vgl. Kohlberg: From Imāmiyya to Ithnā-ʿAshariyya, 2011, S. 328.
3. ↑  Vgl. Abu-'l-Fath' Muhammad asch-Schahrastâni's Religionspartheien und Philosophen-Schulen. Zum ersten Male vollständig aus dem Arabischen übersetzt und mit erklärenden Anmerkungen versehen von Theodor Haarbrücker. Erster Theil. Schwetschke und Sohn, Halle 1850, S. 184–199, hier online verfügbar.
4. ↑  Vgl. Momen: An Introduction to Shiʿi Islam. 1985, S. 54.
5. ↑  Vgl. Momen: An Introduction to Shiʿi Islam. 1985, S. 55.
6. ↑  Bar-Asher: Scripture and Exegesis in Early Imāmī Shiism. 1999, S. 33–56.
7. ↑  Vgl. van Ess: Theologie und Gesellschaft. 1992, S. 336–382.
8. ↑  Vgl. Modarressi: Crisis and Consolidation. 1993, S. 115–117.